# Поліміксоподібні
Поліміксоподібні (Polymixiiformes) — ряд променеперих риб. Ряд включає єдиний сучасний рід Поліміксія (Polymixia) та кілька викопних родів, що існували у крейдяному періоді.

## Роди
- †Aipichthyoides
- †Aipichthys
- †Berycopsia
- †Berycopsis
- †Boreiohydrias
- †Cumbaaichthys
- †Dalmatichthys
- †Homonotichthys
- †Omosoma
- †Omosomopsis
- †Paraipichthys
- Polymixia
- †Pycnosterinx